# 屏南暗沙
屏南暗沙位于南中国海中沙群岛中沙大环礁浅湖内中部，西与乐西暗沙相距约7.3海里，东北与南扉暗沙相距约3.8海里。整个暗沙全部在海面以下，最浅处水深约14米，等深线20米以上面积约2平方公里。1947年和1983年公布名称均为“屏南暗沙”。